# Can Cervera (Montseny)
Can Cervera és una masia de Montseny (Vallès Oriental) inclosa a l'Inventari del Patrimoni Arquitectònic de Catalunya.

## Descripció
És una masia de planta rectangular, composta de planta baixa i dos pisos. La coberta és a dues vessants. La façana està pintada i arrebossada, té una composició simètrica. El portal d'entrada és un arc de mig punt, les finestres són petites. Hi ha un rellotge de sol enmig de dues finestres del segon pis.

## Història
Es va construir al segle xvi o xvii. Ha sofert transformacions sobretot a l'interior. La façana fou arreglada l'any 1926, data escrita a la mateixa façana.